# Fri software
Fri software (engelsk: free software) er software udgivet under en fri softwarelicens. Disse licenser giver brugeren mulighed for at videredistribuere og ændre softwaren. For mange er dette nogle friheder som bør respekteres – for andre er det blot en metode til at udvikle software af højere kvalitet. Sidstnævnte gruppe bruger oftest termen open source. Ifølge borgerrettighedsforkæmperen Richard M. Stallman og NGO- og borgerrettighedbevægelsen Free Software Foundation er det særlige ved fri software at det fremmer social solidaritet, ved at dele ressourcerne og samarbejde, et standpunkt han mener Open Source-lejren overser.
Fri software bør ikke forveksles med gratis software eller freeware. Fri software kan godt være kommerciel, selvom videredistribuering er tilladt.
Fri software betyder altså ikke nødvendigvis at softwaren er gratis eller "fri for pris", selvom fri software ofte er billig eller gratis. Det betyder tværtimod, at der med den fri software følger nogle rettigheder med. Selvom du får en gratis hof af en venlig sjæl, betyder det ikke at du nu kan gå i gang med selv at producere hof og sælge dem selv. Hvorimod du sagtens og fuldt lovligt kan gå i gang med at sælge hjemmebrændte CD'er med Emacs for penge hvis du får den foræret, eller downloader den. Der følger altså visse friheder med softwaren når den er fri, hvad enten du gav penge for den eller ej. Du har også altid ret til at forlange at få kildekoden udleveret, for derefter at lave ændringer i den, og så sælge eller på anden måde distribuere den ændrede software videre. Under copylefted fri software er en vigtig pointe, at du også bliver pålagt at lade disse rettigheder følge med softwaren, så du kan altså ikke pludselig prøve at forhindre softwaren i at være fri; for så mister du nemlig i samme øjeblik dine egne rettigheder.
På engelsk bruges ordet "gratis" ikke meget, og derfor er der en del forvirring, da ordet "free" enten betyder gratis eller fri. En meget brugt vending på engelsk om fri software er derfor: "The software is free as in freedom, not as in free beer.", "Softwaren er fri som i frihed, ikke som gratis øl fri for pris."
De bedst kendte copylefted fri software-licenser er GNU General Public License (GPL) og GNU Lesser General Public License (LGPL) fra Free Software Foundation. Prominente licenser der er ikke-copyleft men stadig fri software inkluderer BSD- og MIT-licenserne.
Begrebet fri software blev antagelig grundlagt af Richard M. Stallman, grundlæggeren af FSF og "the GNU project". RMS (som Richard kaldes i folkemunde) ville ikke acceptere at skulle vælge mellem at være lovbryder, og at nægte sine medmennesker kopier af software (eller kildekoden til software), som han nemt kunne give dem hvis det ellers havde været lovligt. Sagen var den, at da software opstod tænkte ingen på på ophavsret for software. Software var dengang som regel bundet til en bestemt type maskine som kostede så absurd mange penge, at omkostningerne til udvikling af software var ganske ubetydeligt i sammenligning. Udviklingen af mere avancerede styresystemer (primært UNIX) og programmeringssproget C førte imidlertid sammen med billigere hardware til at software fik en stigende værdi. Det førte så til at ophavsret for software blev indført, til Richard M. Stallmans og mange andre hackereres store irritation. Det førte til at han (RMS) i 1984 dannede "The GNU Project" med det formål at skabe et komplet frit operativsystem. Projektet mangler af forskellige årsager stadig at færdiggøre kernen i systemet (HURD) men i mellemtiden er der opstået forskellige alternative frie (som i frihed) kerner, som kan fungere GNU-projektets software.

## Friheder
For at en licens kan kaldes for copyleft fri software, skal den opfylde følgende kriterier (bemærk de sociale aspekter):
- Friheden til at benytte programmet til ethvert formål (frihed 0).
- Friheden til at lære, hvordan programmet virker og forandre det efter egne behov (frihed 1). Adgang til kildekoden er en betingelse for at dette.
- Friheden til at redistribuere kopier, så du kan hjælpe din næste (frihed 2).
- Friheden til at forbedre softwaren og udgive forbedringerne til offentligheden, så hele samfundet kan få gavn af det (frihed 3). Adgang til kildekoden er ligeledes en betingelse for dette.

For at en licens kan kaldes fri software skal følgende opfyldes:
- Kildekoden skal være tilgængelig og må bruges frit.